# 2 Pułk Jazdy Wołyńskiej
2 Pułk Jazdy Wołyńskiej – oddział lekkiej kawalerii, który podczas powstania styczniowego walczył w 1863 roku na terenach Wołynia i Podola. 

## Formowanie i zmiany organizacyjne
Utworzony został w dniu 8 maja 1863 roku w lasach między wsiami Troszcza i Karpowiec. 2 pułk był złożonym z elity ówczesnego społeczeństwa dawnych ziem południowo-wschodnich Rzeczypospolitej. Należy podkreślić, że w jego szeregach oprócz Polaków walczyła także grupa ludności ukraińskiej w liczbie kilkudziesięciu osób.
Początkowo pułk podzielono na  pięć szwadronów (pełnych i szkieletowych), kompanię kosynierów i pluton strzelców. Faktycznie pułk nie miał struktury szwadronowej, a składał się z pięciu plutonów. Etatowo wg regulaminu z 1860-61 opracowanego przez gen. Józefa Wysockiego i gen. Ludwika Mierosławskiego szwadron kawalerii liczył 175 żołnierzy (szeregowców, podoficerów i oficerów). W praktyce najczęściej liczył ok. 120 kawalerzystów. Na przełomie kwietnia i maja 1863 r., Wydział Wojny Rządu Narodowego zmniejszył etat szwadronu do 152 żołnierzy. W szczytowym momencie pułk liczył ok. 600 kawalerzystów zorganizowanych w cztery szwadrony po 150 ludzi, ok. 100 kosynierów i ok. 50 strzelców, czyli w sumie ok. 750 żołnierzy. 21 marca 1864 roku pułk został rozwiązany

## Kampania na Wołyniu i Podolu
W Troszczy miejscowa ludność powitała przybyłych żołnierzy chlebem i solą. Po odczytaniu „Złotej hramoty” oddział wyruszył w dalszą drogę. 9 maja w miasteczku Lubar zdobyto przejściowe więzienie dla zesłanych na Sybir i uwolniono aresztowanych. Około 11 maja do pułku dołączyły: oddział piechoty żytomierskiej płk. Augusta Chranickiego i oddz. (?) Józefa Machczyńskiego, zaś oddz. (?) Leszka Wiszniewskiego operował w powiecie owruckim. Główne dowództwo nad całym zgrupowaniem sprawował płk. E. Różycki. 
Dnia 12 maja 1863 r. oddział zajął bez walki miasteczko Połonne. Rosyjska załoga miasteczka, 8 Brygada Artyleryjska pod dowództwem płk. Pleschina, na wieść o zbliżaniu się insurgentów opuściła obóz i udała się do sąsiednich powiatów, pozostawiając zapasy wojskowe. Po zajęciu miasta 2 pułk założył obóz na przedmieściu zwanym Marjanie, w dawnym obozie artylerii. Oddział stacjonował w nim do 16 maja 1863 r. Różycki wprowadził w Połonnym własne, powstańcze rządy. Rozkazał zniszczyć carskiego orła przybitego na ścianie przy wejściu do apteki. Urzędnikom, którzy poukrywali się lub pouciekali, odebrał dotychczasowe uprawnienia i medale.
W dniach 16-18 maja pułk w miasteczku Miropol i jego okolicach stoczył walki z oddziałem sztabskapitana Mikołaja Gienadiewicza Kazanowa (1 i 3 rota 8 batalionu strzelców i trzy sotnie kozaków). Po zaciętej wymianie ognia płk. Różycki zarządził wycofanie się do miejscowości Połonne. Podczas postoju w Połonnym stan Pułku wzrósł do 190 jazdy, 50 kosynierów i 40 strzelców. Następnie Różycki skierował się z pułkiem na Podole, wcześniej odsyłając piechotę (kosynierów i strzelców) do płk Chranickiego w Minkowicach. Po drodze na Podole we wsi Worobijówka w dniu 19 maja w momencie podchodzenia do miejscowej karczmy insurgenci stoczyli potyczkę z Rosjanami, którzy po krótkiej obronie skapitulowali. Zwycięski Różycki miał wziąć do niewoli 39 rosyjskich jeńców. 
Z Worobijówki insurgenci podążyli dalej na południe. Po przejściu Ostropola oddział stanął na jednodniowy odpoczynek w uroczysku „Hanczarycha”. Dnia 20 maja ruszył w dalszą drogę, w okolice Chmielnika. 2 km od miasta płk Różycki postanowił pójść na Ułanów, ale w trakcie marszu znów zmienił trasę i ostatecznie 2 pułk stanął na nocleg niedaleko wsi Metyniec. 23 maja ruszył w kierunku Chmielnika. Do oddziału dołączyło w tym czasie 50 powstańców z powiatu lityńskiego, dowodzonych przez Włodzimierza Szaszkiewicza
W trakcie kampanii na Wołyniu i Podolu dołączał do niego pluton Władysława Ciechońskiego. Maszerując przez Podole, płk. Różycki przekonał się, że ruch powstańczy w tej prowincji nie istnieje, a miejscowa organizacja narodowa opanowana przez „białych” przeciwdziałała jego rozprzestrzenianiu się. Postanowił zatem wrócić na Wołyń. Podążył w kierunku zajmowanych kilka dni wcześniej pozycji pod Lubarem. Manewr ten był związany z nadzieją na pomoc gen. Wysockiego. Po minięciu m. Stekowce, jednostka rozwinęła obóz we wsi Bratałów, skąd pomaszerowała w kierunku południowo-zachodnim, z zamiarem dotarcia w okolice powiatu zasławskiego. 24 maja pułk nocował w Chrabużnej. Nazajutrz pomaszerował przez Onackowce w okolice Hrycowa. Niedaleko Sulżyna oczekiwała na niego część szwadronu dowodzona przez por. Eustachego Klukowskiego. 25 maja pod m. Laszki stoczył bój z dwoma rosyjskimi rotami piechoty. Sytuacja pułku z uwagi na wieści o upadku powstania na Rusi i coraz większe trudności w uchodzeniu przed osaczającymi go oddziałami rosyjskimi, spowodowała wśród żołnierzy defetyzm i dezercje. Z tego powodu płk Różycki zamierzał przedrzeć do Galicji Wschodniej. 

### Bitwa pod Salichą Małą
26 maja 1863 r. na zachód od wsi Salicha Mała postanowił stoczyć bitwę ze ścigającym go 720 osobowym oddziałem rosyjskim pod dowództwem sztabskapitana Michno. W wyniku strat poniesionych w bojach i dezercji w przededniu boju pod Salichą Małą 26 maja 1863 r. 2 pułk miał już jednak tylko 284 żołnierzy i oficerów zorganizowanych w 5 szwadronów. Różycki na gościńcu zostawił 3 szwadrony i z nimi pomału odstępował w szyku obronnym, podczas gdy 2 pozostałe, wycofane wcześniej, czekały na dalsze rozkazy. Pułk stanął na małym wzniesieniu na trakcie jampolskim w odległości 1500 kroków od Salichy Małej. Dowódca rozkazał uszykować oddział w dwie linie, z rezerwą mającą bronić tyłów. Pierwszą linię tworzyły 1 i 2 szwadron w szyku rozwiniętym, drugą – szwadrony 3 i 5 w kolumnach plutonowych, a rezerwę – 1 pluton 2 szwadronu i 4 szwadron, który później dołączył do 3 szwadronu. Lewe skrzydło oparte było o wąwóz, prawe zaś odkryte na pagórku. Rosjanie, przekonani o rzekomym wycofywaniu się 2 pułku, wyszli za nim ze wsi na pole porośnięte zbożem. Rosyjska kompania uformowała tyralierę. Posuwając się naprzód, ostrzeliwała z karabinów powstańców. Strzelała jednak tak niecelnie, że prawie wszystkie kule przenosiło ponad głowami polskich żołnierzy. Pod osłoną tejże kompanii nieprzyjaciel zaczął formować do boju swoich żołnierzy. Na lewym skrzydle sztabskapitan Michno umieścił 120 kozaków. Na prawym rozkazał piechocie sformować czworobok. Gdy 3 boki czworoboku rosyjskiego były już uformowane, czwarty przypierał do wsi, a kilkadziesiąt wozów, z których jeszcze nie powysiadała piechota, stało na placu, płk Różycki wydał rozkaz pierwszej linii, złożonej z najwyżej 120 koni, aby ruszyła do ataku. Pierwsza linia ruszyła do szarży na rosyjską formację. Do pokonania miała 1200 kroków pod ciągłym ostrzałem tyraliery, a na samym końcu pod rotowym ogniem piechoty ustawionej w czworobok. Rosyjski ostrzał nie był w stanie zatrzymać rozpędzonych żołnierzy, którzy z impetem pokonali odległość dzielącą ich od nieprzyjaciela, czym wzbudzili popłoch wśród kozaków, ratujących się ucieczką do lasu, i stratowali końmi tyralierę. Zbliżywszy się w końcu do najeżonego bagnetami czworoboku piechoty, uderzyli w niego lancami i szablami. August Mazewski ze swoim szwadronem wpadł w środek rosyjskich żołnierzy i urządził rzeź straszną między nimi. Rosyjska formacja została rozbita. Nieprzyjaciel starał się utworzyć nową, ale szybki atak polskiej jazdy udaremnił te starania, w związku z czym Rosjanie ratowali się ucieczką do wsi lub lasu, porzucając przy tym broń. Marian Dubiecki wspomniał o dowódcy zgrupowania rosyjskiego sztabskapitanie Michno, który cały bój przesiedział pod mostem, chroniąc tam swoje życie, za co po upadku powstania był sądzony przez rosyjski sąd polowy w twierdzy kijowskiej.
Bitwa została wygrana a oddział rosyjski prawie całkowicie rozbity, wg polskich źródeł zginęło ok. 200 żołnierzy rosyjskich, 3 oficerów i 1 podchorąży. W zorganizowany sposób z niej zdołał się wycofać do Starokonstantynowa jedynie 53 osobowy pluton piechoty. Reszta z trudem dołączała do niego przez kilka następnych dni. Po polskiej stronie zostało 12 zabitych i 21 rannych, w tym 3 oficerów. Polegli pod Salichą Małą: Bazyli Barowski, Bulewicz, Dobrzęcki, Dobrzycki, Olszewski, Pawłowski, Podgórski, Niepokojczycki, Solecki, Antoni Szerenkowski, Umiński i Ludwik Wosiński, zostali pochowani na miejscu z wojskowymi honorami. Rany odnieśli m.in.: dowódca szwadronu August Mazewski, Karol Kozakiewicz, Michał Krzyżanowski i Stanisław Żółkiewski, który zmarł niedługo później z powodu odniesionych ran.
28 maja pułk w okolicach wsi Szczasówki przekroczył granicę rosyjsko-austriacką i wszedł do Galicji Wschodniej. Aresztowanych powstańców osadzono w twierdzach oraz więzieniach austriackich, np.: Jana Burzyńskiego w Ołomuńcu, a Franciszka Janiszewskiego w Köenigstein.

## Pobyt w zaborze austriackim
Większość powstańców przed przybyciem Austriaków zdołała się poukrywać, a konie rozkulbaczono. Dzięki temu aresztowano tylko kilkudziesięciu żołnierzy. Na początku czerwca 1863 r. 2 pułk liczył 200 osób w 3 niepełnych szwadronach. Żołnierze zostali rozlokowani przez miejscową organizację narodową w okolicach Tarnopola. Stacjonowali w dworach miejscowych Polaków, m.in. w Klebanówce.
2 lipca 1863 r. korpus gen. Wysockiego próbował na nowo rozniecić powstanie na Wołyniu, lecz w bitwie o przygraniczne miasteczko Radziwiłłów poniósł klęskę. W wyniku tego Rząd Narodowy 10 lipca 1863 r. mianował płk. E. Różyckiego głównodowodzącego wojsk ziem ruskich z jednoczesnym awansem na generała brygady. 30 października 1863 roku dowództwo pułku objął gen. Chalecki. 2 Pułk Jazdy Wołyńskiej, przemianowany został w połowie stycznia 1864 r. na 2 Pułk Jazdy Ruskiej.
21 marca 1864 r. gen. Chalecki wydał ostatni rozkaz dzienny, w którym uzasadniał konieczność rozwiązania oddziału. Większość żołnierzy oddziału, uposażona w pieniądze pochodzące ze sprzedaży koni, udała się na emigrację.

## Sztandar pułku
Prostokątny płat sztandaru był wykonany z dwóch poprzecznych brytów cienkiego amarantowego jedwabiu. Brzegi zostały obszyte złotym sznurem i ozdobione dwoma złotymi chwastami. Na awersie  znajdował się haftowany białą nicią Orzeł Biały ze złotą koroną na głowie i rozłożystymi skrzydłami. Pod orłem został umieszczony w półkolu napis: Za Naszą i Waszą Wolność. Na rewersie znajdował się herb Rusi, tj. św. Michał Archanioł trzymający w prawej ręce obnażony miecz, w lewej zaś pochwę. Na dole wyhaftowano napis w języku rusińskim: Za Woliu Rusi, Polszczi i Łytwy.

## Tradycja
2 Pułk Jazdy Wołyńskiej nawiązywał do historii 1 Pułku Jazdy Wołyńskiej z powstania listopadowego i wymieniany jest w podręcznikach historii jako jedna z najlepszych formacji w całym powstaniu styczniowym. Jego tradycje kontynuował 19 Pułk Ułanów Wołyńskich, który zapisał kartę bojową w 1920 i 1939 r., a także szwadron pułku odtworzony w 27 Wołyńskiej Dywizji Piechoty Armii Krajowej.

## Upamiętnienie
Walki powstańców styczniowych uczczono na Ukrainie. 26 maja 2013 r. we wsi Salicha Mała odsłonięto pomnik upamiętniający bój 2 Pułk Jazdy Wołyńskiej, w którego szeregach walczyła także duża grupa ludności rusińskiej.

## Obsada personalna pułku
Skład pułku:
- dowódcy pułku:

płk Edmund Różycki
gen. Czapski(-30 X 1863)
gen. mjr Jan Chalecki (30 X 1863-)
- adiutant - Aleksander Frankowski[3];
- dowódca 1 dywizjonu mjr Hieronim Ruszczewski (od 1 X 1863-)[8]
- dowódca 2 dywizjonu mjr August Mazewski
  - dowódca 1 szwadronu por. Eustachy Klukowski,
  - dowódca 2 szwadronu rtm. Józef Maczyński,
  - dowódca 3 szwadronu rtm. Edward Nałęcz,
  - dowódca 4 szwadronu - Julian Sierzputowski
- oboźny i gospodarz  Antoni Miaskowski[3]
- kapelan ks. Eustachy Szczeniowski
- komisarz RN Stanisław Dunin[3]

18 stycznia 1864 r. pułk zmienił nazwę na 2 Pułk Jazdy Ruskiej
żołnierze pułku:
- Leon Syroczyński
- Jan Burzyński